# Iglesia de San Juan Evangelista (Almería)
La iglesia de San Juan Evangelista o de San Juan de la Almedina es un templo cristiano situado la ciudad de Almería (provincia de Almería, Andalucía, España) concretamente en el Barrio de la Almedina. Fue levantado hacia el último cuarto del siglo XVII en el solar de la que fue mezquita mayor de la ciudad durante el dominio musulmán y después primera catedral de la ciudad.
Aquí tienen su sede las Hermandades de las Angustias y del Rosario del Mar que realizan estación de penitencia la tarde del Jueves Santo.

## Historia

### Mezquita mayor
La mezquita mayor o mezquita aljama de Almería fue construida, según Leopoldo Torres Balbás, sobre el 965 d. C., una vez finalizadas las obras de la mezquita de Córdoba. Prueba de ello serían los paneles descubiertos recientemente, muy relacionados con ejemplos similares de origen cordobés.
Su planta rectangular medía 70 m de longitud por 45 m de anchura que daba cabida a cerca de 9000 fieles. La sala de oración, porticada, ocupaba su mitad meridional y albergaba el mihrab u oratorio y el muro de la qibla, respondiendo a la configuración propia de las mezquitas andalusíes, que se orientaban por lo común hacia el sur. El mihrab original era cuadrangular y estaba decorado con arcos de herradura ciegos. En el siglo XII, los almohades lo hicieron octogonal y lo cubrieron con una cúpula semiesférica decorada de arcos lobulados, quizá dañada durante la conquista cristiana. Probablemente en esta misma época se dotara al templo de una maqsura, una especie de recinto en torno al mihrab desde el que el soberano escucha al rezo, cuyos restos aparecieron en excavaciones antiguas.
En la cabecera de sus siete naves pendían campanas expoliadas de iglesias cristianas que hacían las veces de cirios, así como dos grandes lámparas de cristal de colores traídas de La Meca. En total llegó a contar con seis arquerías de 14 columnas, la mayoría en mármol de Macael, material utilizado también en la solería.
El patio, por su parte, se hallaba plantado de limoneros y contaba con una fuente en su centro destinada a las abluciones.
El geógrafo al-Udri habla de dos ampliaciones sucesivas de la mezquita, la primera a cargo del rey Jairán, quien la dotaría de cinco naves, y la siguiente ordenada por Zuhaír, quien añadió dos naves más y ensanchó el edificio por todos sus flancos.

### Catedral vieja
Poco después de la toma de Almería por los cristianos, ocurrida el 26 de diciembre de 1489, la mezquita mayor fue consagrada como iglesia de Santa María. Su destino no obstante era más alto, pues fue erigida catedral de la Encarnación el 21 de mayo de 1492.
La flexible distribución y estructura de la mezquita permitió alojar la sede catedralicia sin realizar demasiadas modificaciones. Una de ellas, no obstante, fue la orientación, cambiada desde el muro de la qibla al muro oriental, como era establecido desde el cristianismo primitivo. Capilla mayor, crucero y coro quedaban emplazados en el centro de la antigua sala de oración, quedando libre el espacio circundante. A éste daban diversas capillas, de cuyos retablos y pinturas poco ha quedado. Se habilitaron asimismo una sacristía y una sala capitular, y el patio y el alminar fueron transformados en claustro y campanario, respectivamente.
En 1522 comenzaron a ampliar el edificio varios arquitectos, entre ellos Juan Gómez de Carmona, pero el terremoto del 22 de septiembre de ese mismo año dio al traste con los trabajos. La sede catedralicia, no obstante, permaneció en el edificio hasta 1551, fecha en que se trasladó a la actual catedral de la Encarnación.

### Actual iglesia de San Juan
Fue en 1560 cuando el obispo Antonio Corrionero ordenó la creación en el antiguo edificio de la mezquita-catedral la parroquia de San Juan. Sin embargo, el decaimiento demográfico del barrio de la Almedina llegaría hasta tal punto durante el siglo XVII que en 1674 parte de la obra original del siglo XVI fue demolida para el aprovechamiento de su piedra en otras obras eclesiásticas y en 1686 la parroquia quedó extinguida.
El actual templo, cuya obra data no obstante de esos años, se considera iniciativa del obispo fray Juan de Portocarrero. Su historia posterior testimonia diversos avatares, como la desamortización de 1837 y su uso posterior como instalación militar. Devuelto al culto en 1878 como capilla del seminario fundado por el obispo Orberá, no fue hasta los años 1930 cuando comenzaron a realizarse estudios arqueológicos en el edificio. Un bombardeo acaecido en 1938, durante la guerra civil española, destruyó su techumbre. Se proyectó una cubierta en forma de bóveda de medio cañón que no llegó a completarse, quedando el templo a cielo abierto durante años. En 1979 se rehabilitó la parroquia para el culto, quedando completamente restaurada en 1991 gracias a los esfuerzos de la Junta de Andalucía.

## Descripción
El interior de la iglesia corresponde al formato de cajón de una sola nave rodeada de gruesas pilastras y arcos de medio punto. Sobre dichas pilastras se adosan columnas toscanas de altos pedestales que sostienen un entablamento. Si bien esta estructura sugiere una bóveda superior, en realidad la iglesia estuvo cubierta por una armadura de madera hoy perdida. No obstante, los elementos más característicos del interior, ya mencionados, son el muro de la qibla y el mihrab, con decoración almohade en estuco datada en el siglo XII, aparte de los restos hallados en el subsuelo de las inmediaciones.
En el exterior destaca el almohadillado de la fachada y la portada, flanqueada ésta por medias columnas fajeadas que sostienen un frontón triangular partido y rematado del escudo del obispo Portocarrero. Se trata de un gran ejemplo de portada manierista.